# Eunice Lake
Eunice Lake är en sjö i Kanada.   Den ligger i provinsen Nova Scotia, i den östra delen av landet, 1 000 km öster om huvudstaden Ottawa. Eunice Lake ligger 54 meter över havet. Den ligger vid sjöarna  Admiral Lake och Bayer Lake.
I omgivningarna runt Eunice Lake växer i huvudsak blandskog. Runt Eunice Lake är det mycket glesbefolkat, med 5 invånare per kvadratkilometer.